# Idaea maidorni
Idaea maidorni är en fjärilsart som beskrevs av Hans-Joachim Hannemann 1917. Idaea maidorni ingår i släktet Idaea och familjen mätare. Inga underarter finns listade i Catalogue of Life.